# Fageda d'en Jordà

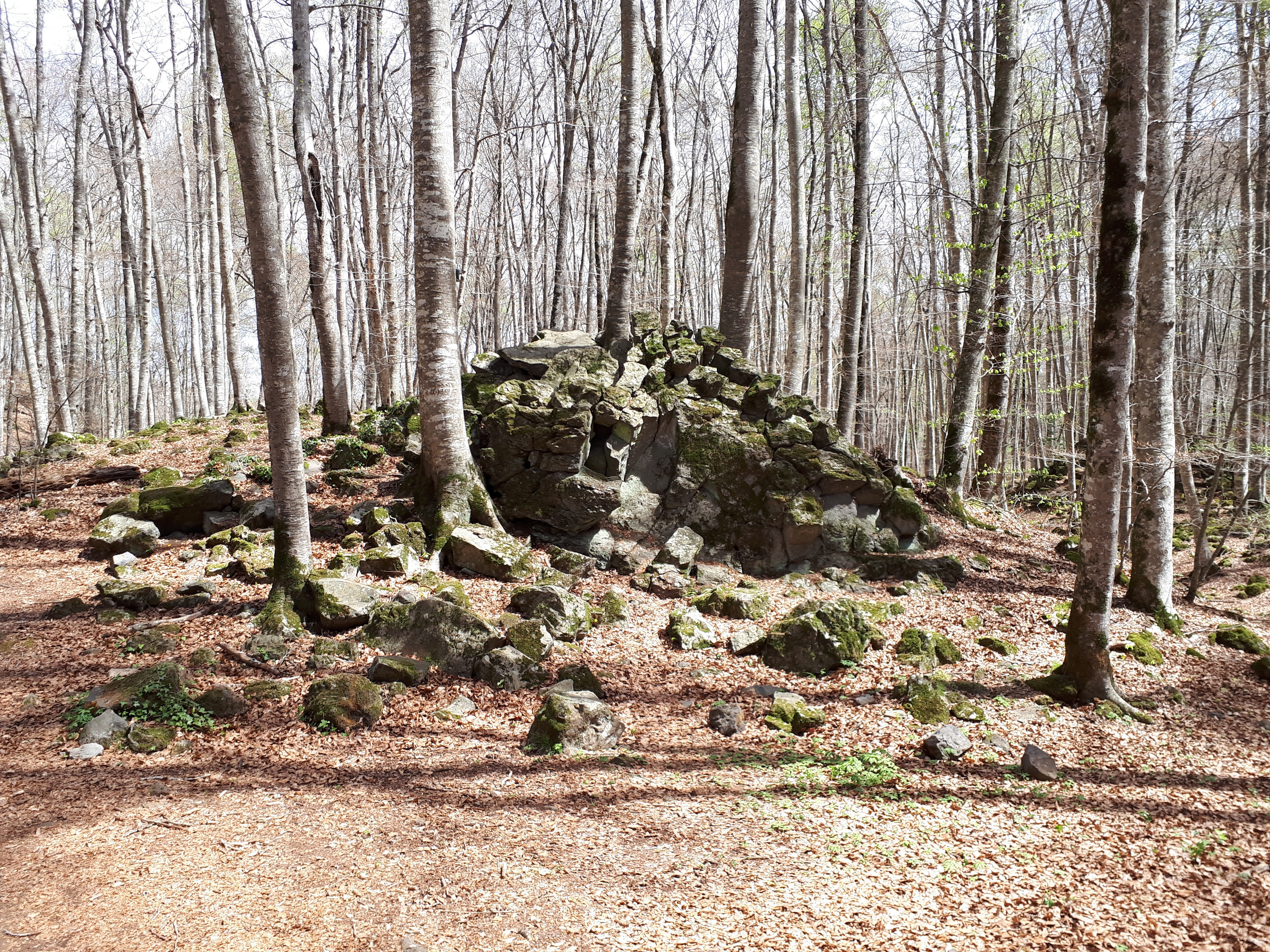
Aquests túmuls es van formar quan la lava fosa que s'abocava del volcà Croscat es va assentar sobre extensions d'aigua de la zona. L'aigua escalfada va emetre "bombes" calentes de vapor d'aigua. Aquests van pujar a la superfície ràpidament i van trencar la lava solidificada. Això va deixar els monticles de fragments de lava coneguts com "tossols".

La fageda d'en Jordà és un bosc de faigs excepcional perquè creix en un terreny planer i s'assenta damunt d'una colada de lava procedent del volcà del Croscat, la qual ofereix un relleu accidentat, amb abundoses prominències molt característiques, que poden assolir més de 20 m d'alçada i que reben el nom local de tossols.
Forma part del Parc Natural de la Zona Volcànica de la Garrotxa. Es troba a la comarca de la Garrotxa, a prop del coll de can Batlle i Sant Miquel de Sacot (església romànica del segle xi) i del pla de Sacot i, pel collet de Bassols, se situa al flanc sud-oest del volcà de Santa Margarida. La fageda està envoltada de bona part dels vint-i-un volcans que hi ha a la comarca de la Garrotxa.
Al mig de la fageda hi ha les instal·lacions de la cooperativa La Fageda, una empresa sense ànim de lucre que es dedica a l'elaboració de iogurts i altres productes làctics que comercialitzen per tota la comarca i la resta de Catalunya. La peculiaritat d'aquesta empresa és que el 60% de treballadors són persones amb alguna discapacitat. A part de productes làctics, també tenen un viver de plantes amb el qual s'encarreguen del manteniment dels parcs de la ciutat d'Olot.
Existeix una iniciativa promoguda pel Parc Natural de la Zona Volcànica de la Garrotxa i l’Associació Silene, endegada el juliol de 2013, que té el propòsit de millorar la qualitat de la visita a la Fageda d’en Jordà a través de la recuperació del silenci, la bellesa d’aquest paratge i poder ser reconegut com a Patrimoni Immaterial per part de la UNESCO.

## Clima i vegetació
La fageda d'en Jordà està formada gairebé íntegrament per faigs de mida mitjana i gran sobre un terreny que no s'ha treballat des de fa molts anys, tot i que es poden observar els vells senders d'antigues explotacions agràries i forestals. El faig (Fagus sylvatica) gaudeix d'un clima generós, abundant en pluges (900 a 1000 mm), fresc, de transició mediterrània de muntanya humida a atlàntica, orientat lleugerament al nord, amb un substrat de gredes vermelloses relativament recents, andosòls i altres sòls marrons on aquests arbres creixen amb facilitat.

## Accés
La millor opció per a passejar per la fageda és seguir algun dels itineraris que té assenyalats el parc natural, els quals s'acompanyen de tríptics que permeten conèixer millor l'entorn i gaudir de la passejada. S'hi pot accedir a peu per l'itinerari 2 —un recorregut de 30 minuts per la fageda des de l'aparcament de Can Serra— i també des d'Olot per l'itinerari 3, que va fins a la fageda en un recorregut d'uns 4 km (90 minuts). L'itinerari més llarg, el número 1, ofereix una visió més completa dels diferents boscatges i ambients del Parc Natural de la Zona Volcànica de la Garrotxa.

### Itinerari número 1
El recorregut s'inicia en l'aparcament de Can Serra (també pot començar a l'Àrea de Santa Margarida). Des de l'aparcament cal anar al Punt d'Informació del Parc Natural (on es pot recollir fullets dels recorreguts) i des d'allà travessar la carretera d'Olot a Santa Pau per un pas subterrani per a endinsar-nos de ple a la fageda d'en Jordà. Poc abans de baixar les escales cap a la fageda, hom es troba a mà dreta el monòlit erigit en memòria del poeta Joan Maragall i Gorina, on es pot llegir el famós poema que li va inspirar aquest indret. Seguint els senyals de l'itinerari 1 se surt de la fageda creuant la finca La Devesa tot envoltant el Volcà del Puig de la Costa i entre camps de conreus es passa davant de la masia els Casals, on funciona La Fageda, la reconeguda fundació i cooperativa que elabora iogurts i postres, tot donant ocupació a unes 270 persones. En arribar a una altra masia, Can Prat de la Plaça, el camí s'enfila per una sendera ombrejada per arribar a Sant Miquel Sacot, una església de planta romànica remodelada al segle xvii. Un curt descens des de l'església ens deixa en una pista cimentada envoltada de camps de conreus, des de la qual cal començar l'ascens al Volcà de Santa Margarida pel vessant sud-oest, recobert d'un dens bosc de castanyers, roures i alzines. En arribar al cim, hom descobreix un volcà amb un con perfecte coronat per un cràter circular dins del qual s'aixeca l'ermita que dona nom al volcà. Tret del cràter (que és avui un prat), la resta del volcà està recobert de boscos, alzinars a solell i caducifolis mixtos a l'obaga. Tot seguit, cal baixar pel vessant nord del volcà fins a l'Àrea de Santa Margarida, travessar la carretera i, per una pista ampla, anar fins a l'encreuament de Ca Passavent. Paga la pena desviar-se de la ruta per a apreciar de prop el Croscat, un volcà de tipus estrombolià que, amb només 10.000 anys d'antiguitat, és el més jove de la Garrotxa, i que durant anys va patir extraccions industrials de material que han provocat una impressionant ferida oberta (grederes) que deixa a la vista les mateixes entranyes de la muntanya. Finalment, cal desfer el camí fins a retrobar-nos amb la pista que, a poc a poc i amb bones panoràmiques allunyades del Croscat, ens portarà novament a l'aparcament de Can Serra.

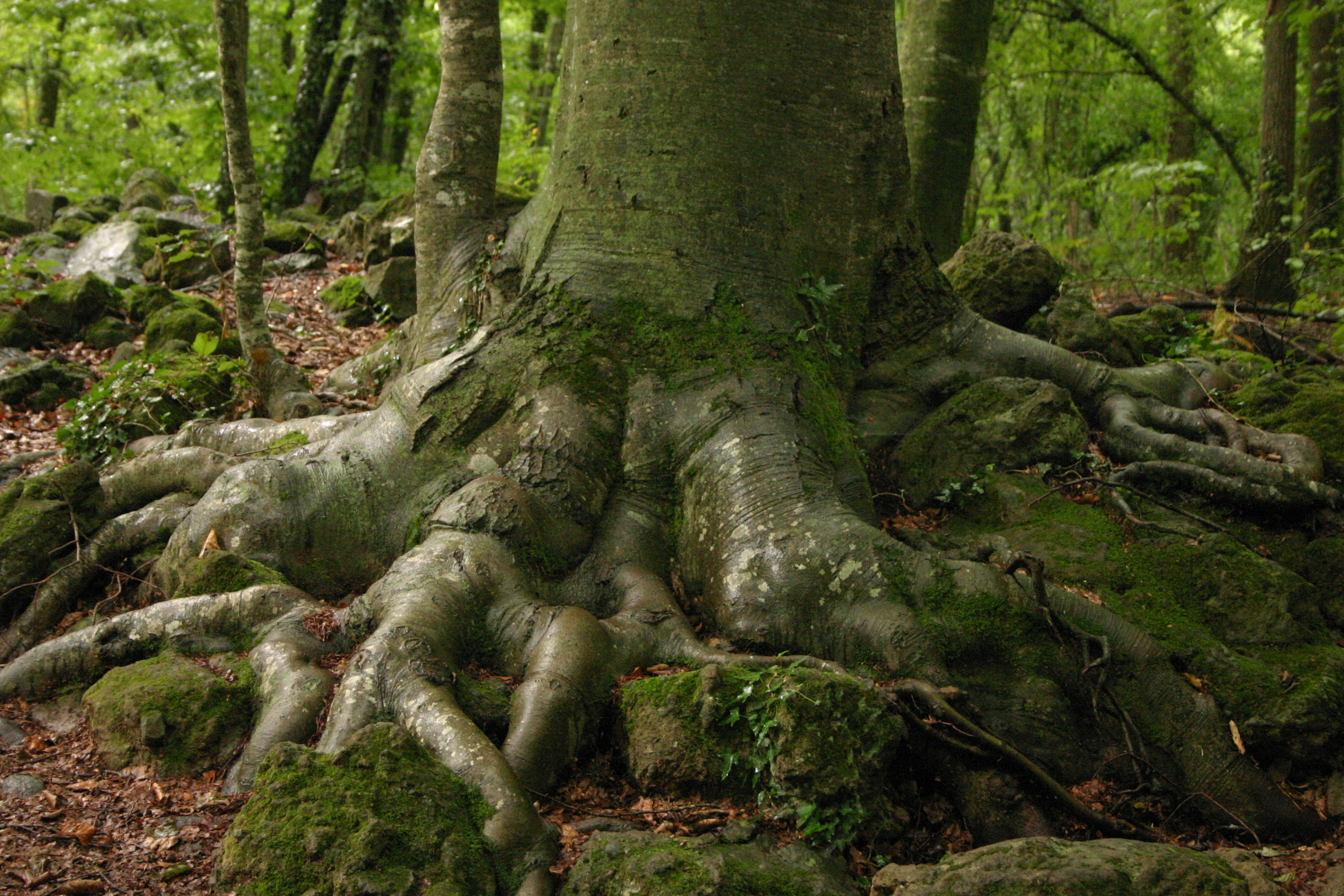
Peu d'un faig
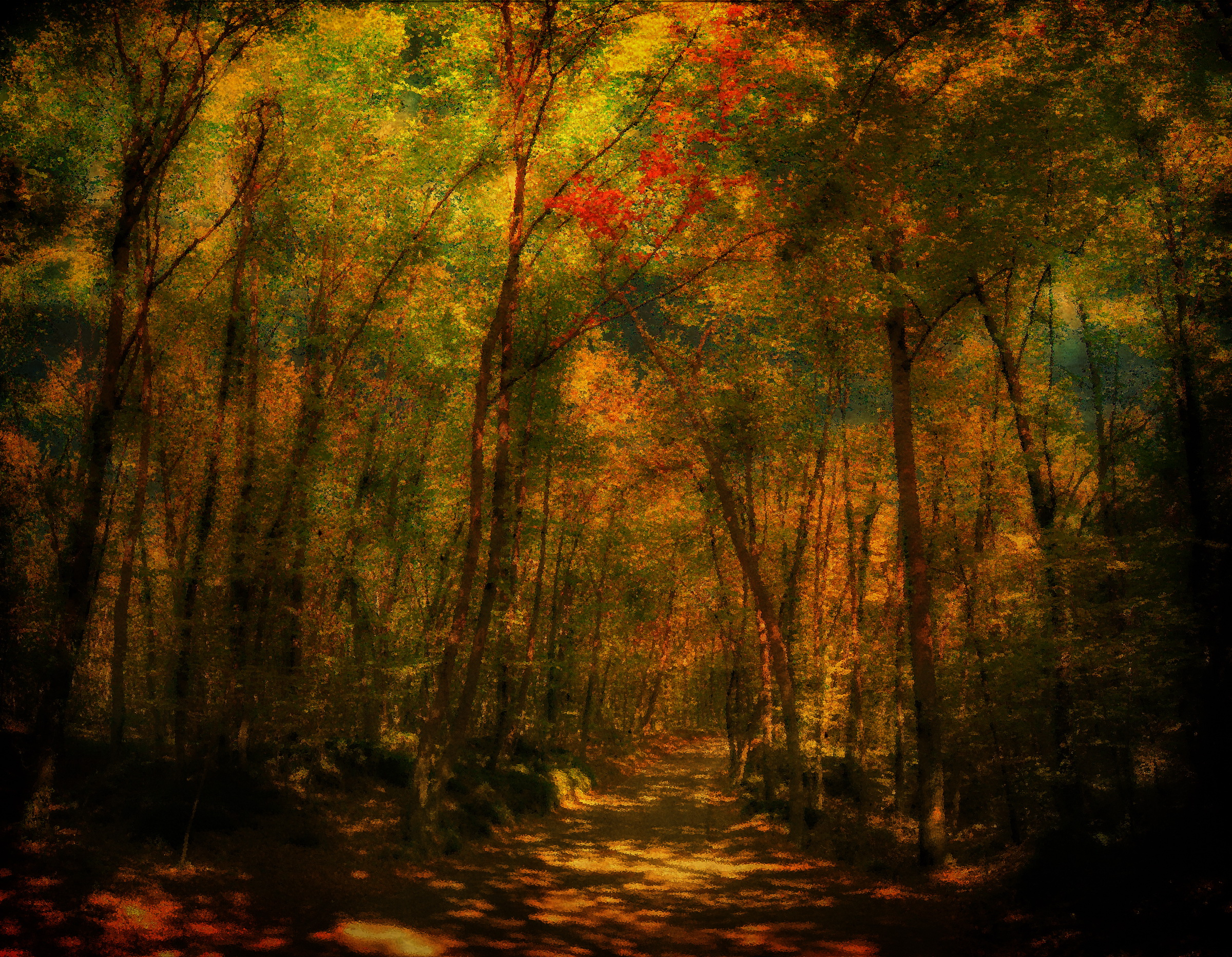
Un dels indrets de la fageda d'en Jordà
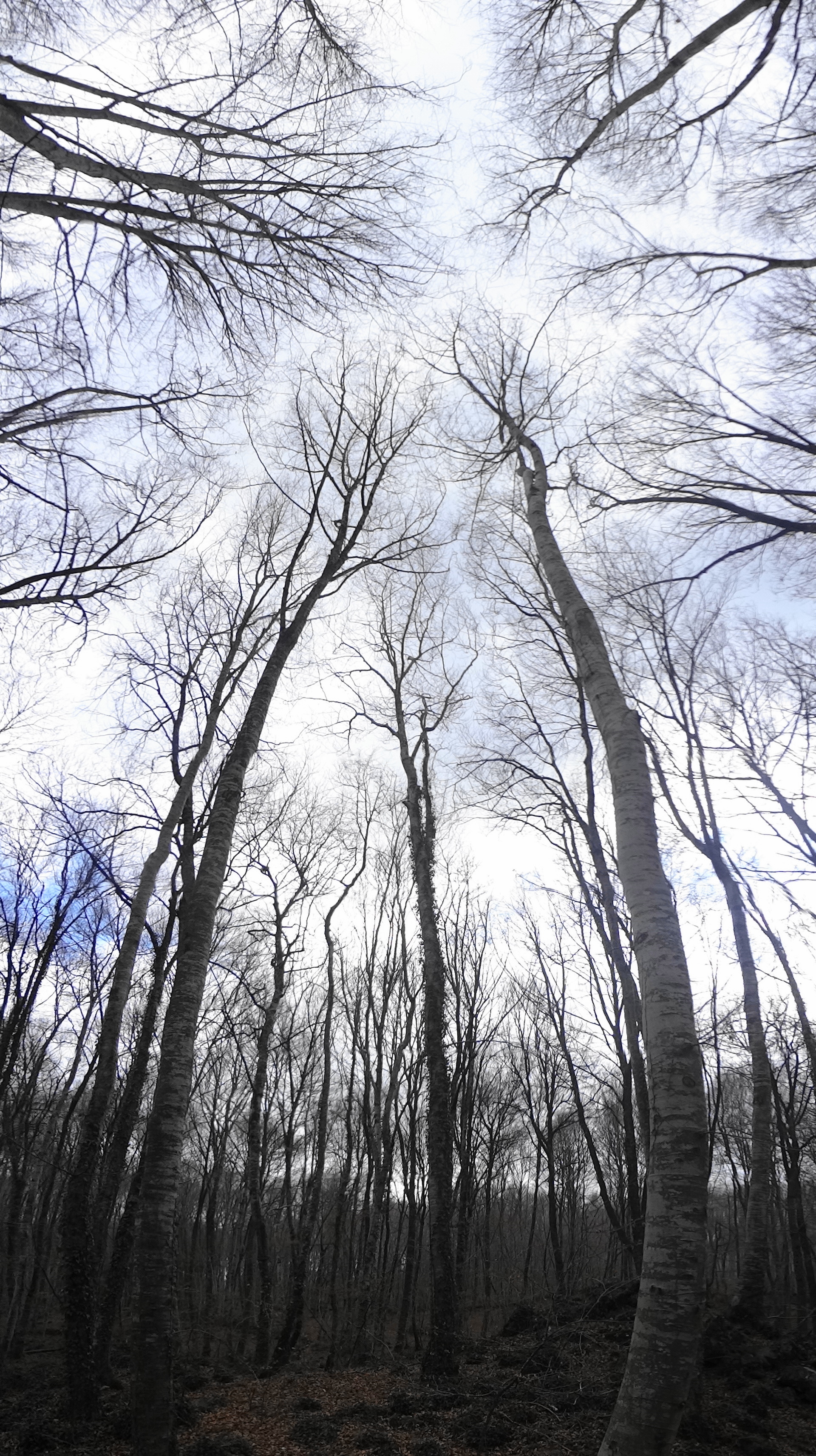
Panoràmica vertical
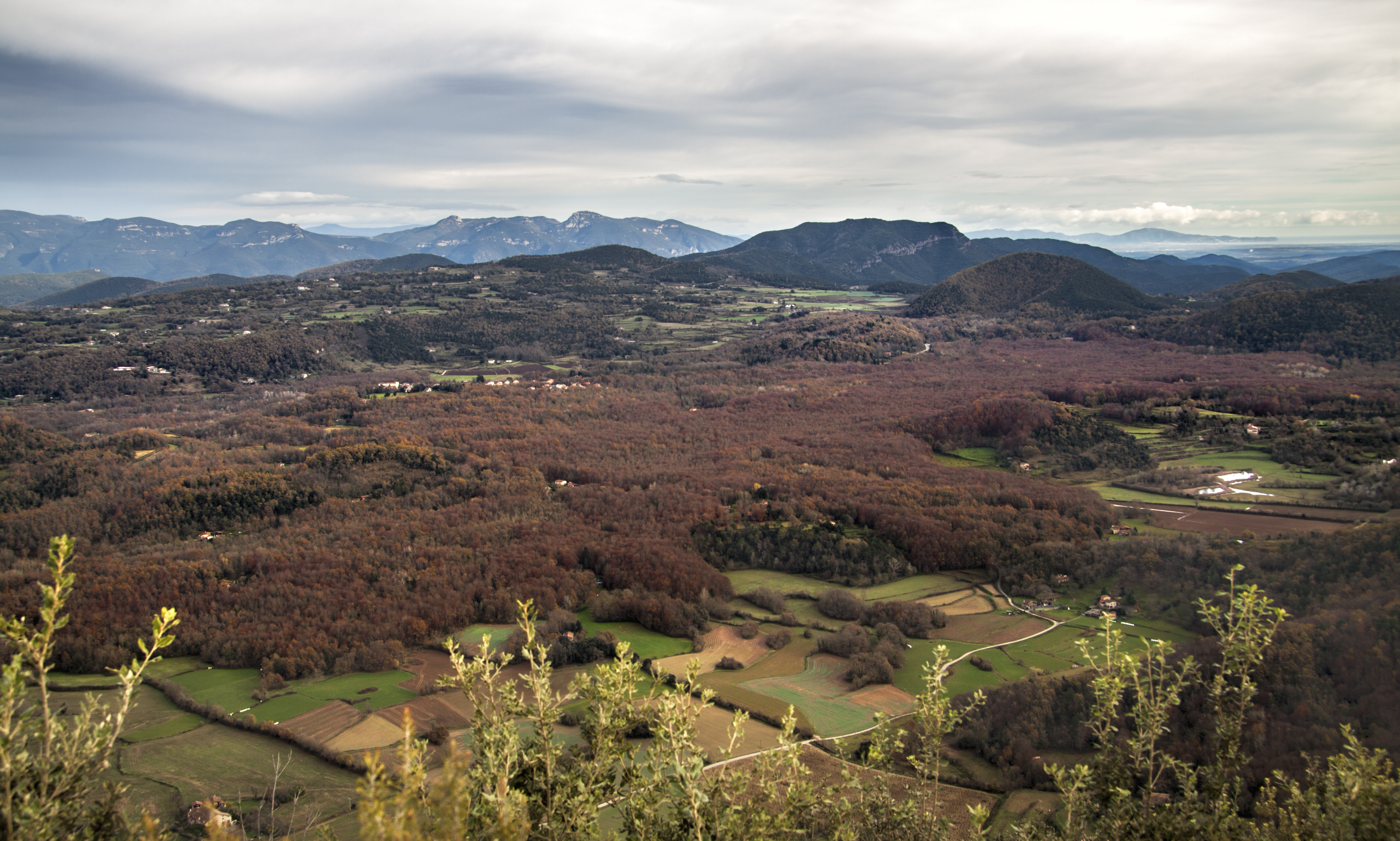
Vista de la fageda d'en Jordà des de la Serra de Xenacs
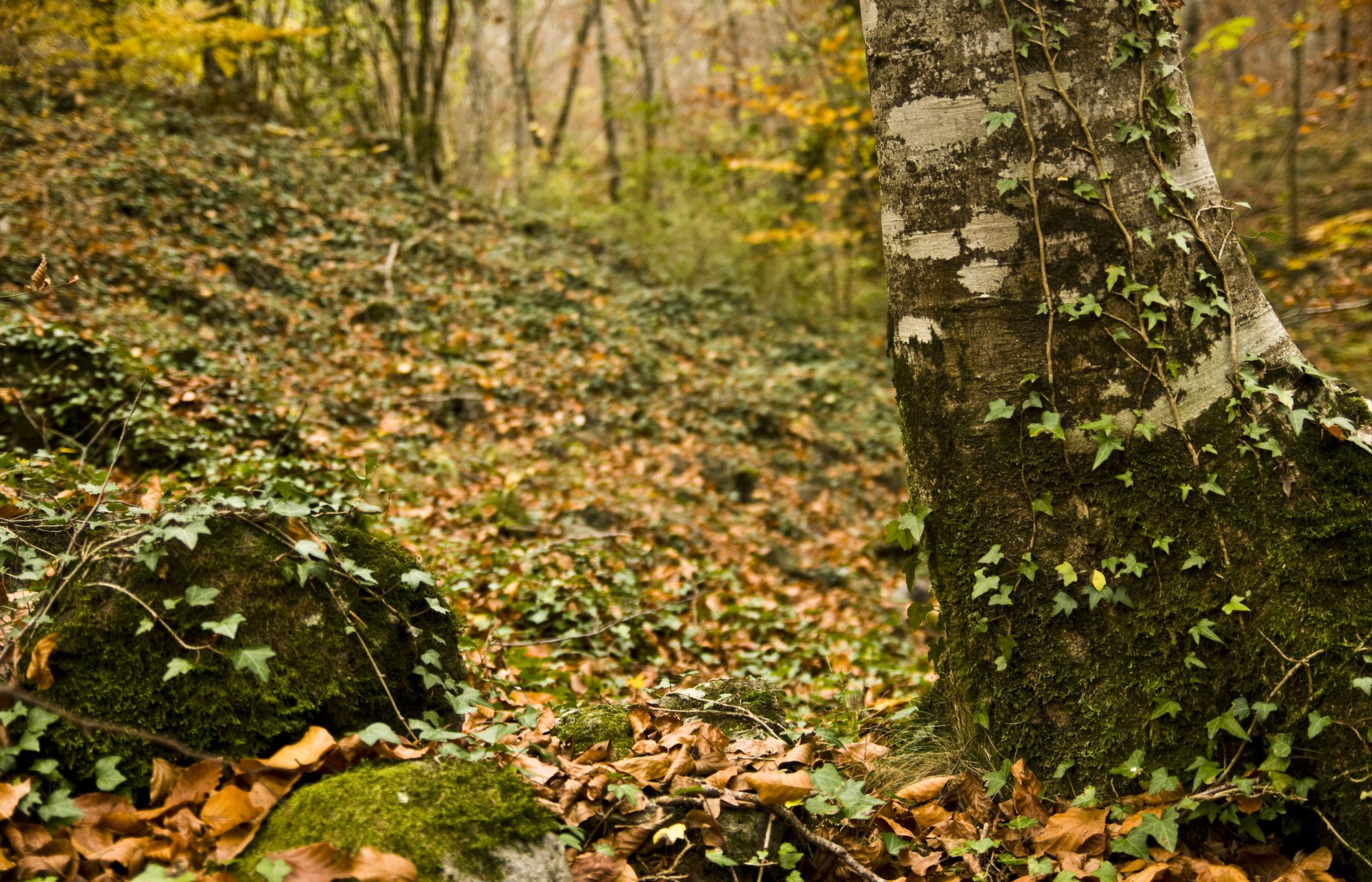
Sotabosc de la fageda
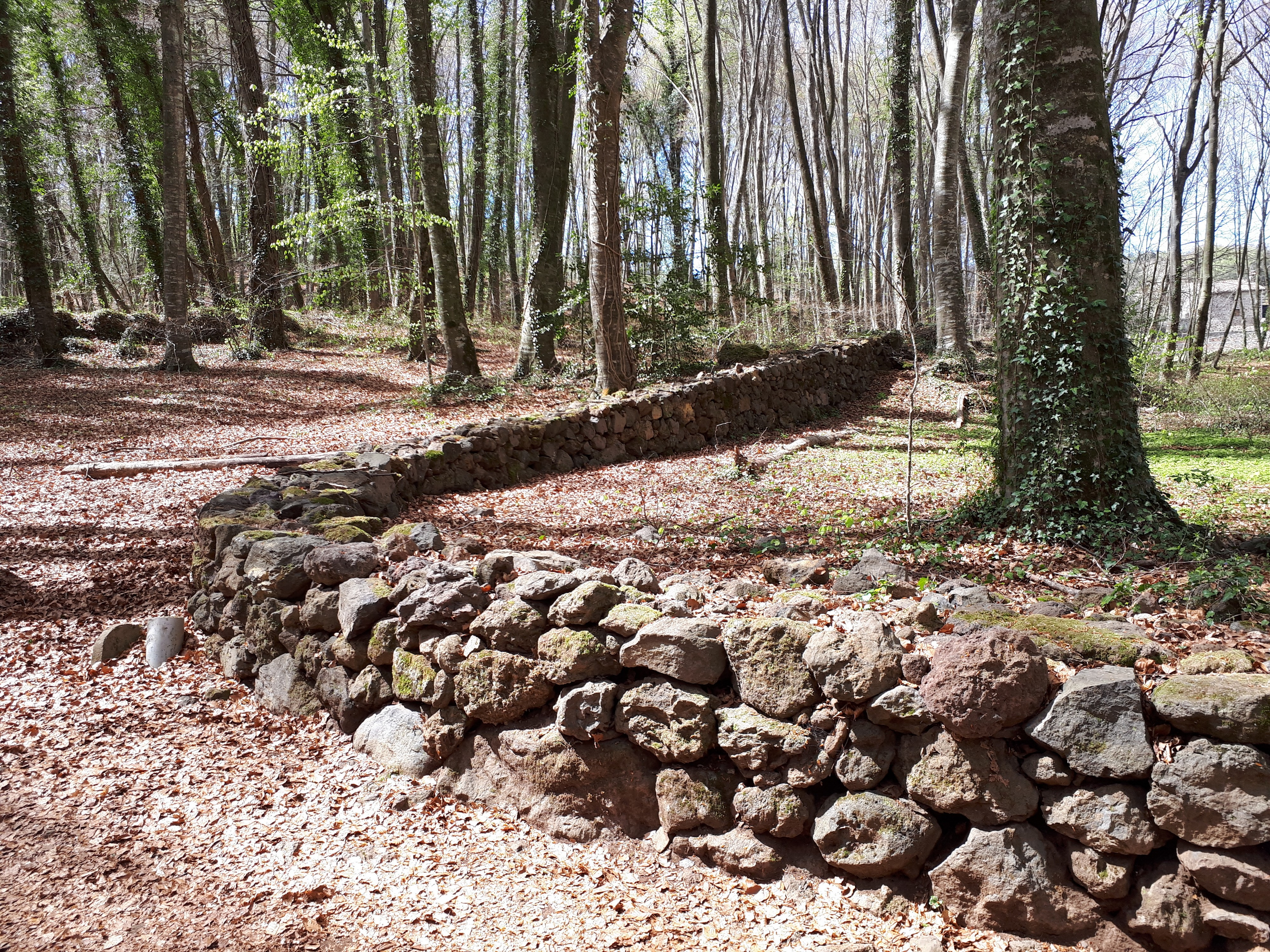
Mur de pedra tradicional, construït amb blocs de roca volcànica, després de la restauració.